# Christian Ruf
Christian Georg Ruf (* 7. April 1983 in Aalen) ist ein deutscher Kommunalpolitiker (CDU). Er ist seit Dezember 2022 Oberbürgermeister von Rottweil.

## Werdegang
Ruf besuchte das Kopernikus-Gymnasium Aalen-Wasseralfingen und leistete nach dem Abitur 2002 Zivildienst am Stauferklinikum Mutlangen. Sein juristisches Studium mit Begleitstudium Europäisches Recht durchlief er in den Jahren 2003 bis 2008 an der Universität Würzburg. Er erwarb dort das erste juristische Staatsexamen und den Abschluss Magister des Europäischen Rechts. Den Vorbereitungsdienst bis zum zweiten Staatsexamen leistete er 2008 bis 2010 am Oberlandesgericht Frankfurt am Main. Anschließend promovierte er am Institut für Öffentliches Recht und Politik der Universität Münster mit einer Dissertation zur Bayerischen Verfassung vom 14. August 1919 zum Dr. jur. 2011 bis 2015 war er als Rechtsanwalt zugelassen, zuletzt 2014 bei der Kanzlei Noerr LLP, Frankfurt.
Seit 1. März 2016 war er Bürgermeister (Erster Beigeordneter) der Großen Kreisstadt Rottweil. Da bei der durch den Gemeinderat am 9. Dezember 2015 erfolgten Wahl die beiden verbliebenen Kandidaten die gleiche Stimmenanzahl erreichten, musste das Los zwischen ihnen entscheiden.
Das Amt des Oberbürgermeisters von Rottweil stand zur Wahl, da Oberbürgermeister Ralf Broß zum Hauptgeschäftsführer des Städtetags Baden-Württemberg gewählt wurde. In einem zweiten Wahlgang am 16. Oktober 2022 setzte sich Christian Ruf mit 50,1 % der Stimmen gegen den Geschäftsführer der Bundesakademie für musikalische Jugendbildung Trossingen, Simon Busch (parteilos, 47,1 %) und Joachim Bloch (AfD) (2,6 %) durch. Für die Wahl von Christian Ruf hatten sich die Ortsvereine von CDU und SPD ausgesprochen. Ruf trat das Amt am 1. Dezember 2022 an.

## Funktionen und Ehrenämter
Christian Ruf bekleidet zahlreiche Funktionen und Ehrenämter. Er zog 2019 für die CDU-Fraktion in den Kreistag des Landkreises Rottweil ein. Ruf ist unter anderem Prüfer beim Landesjustizprüfungsamt des Landes Baden-Württemberg für das Erste Juristische Staatsexamen und Ausbilder für Rechtsreferendare in der Verwaltungsstation.

## Familie
Christian Ruf ist der Sohn des früheren Bürgermeisters von Abtsgmünd, Georg Ruf.